# Jungfernlache
Die Jungfernlache ist ein etwa zwei Kilometer (ehemals etwa 6,6 Kilometer) langer Altarm der Pleiße im Leipziger Ortsteil Connewitz und heute ein nahezu stehendes Gewässer. Sie fällt häufig trocken, ist nur nach Starkregenereignissen oder der Schneeschmelze durchgehend wassergefüllt und hat nur dann einen sehr geringen Durchfluss in ihrem Unterlauf.

## Verlauf

Abzweig der Jungfernlache bei Großstädteln um 1828

Jungfernlache bei Raschwitz um 1828

Die Jungfernlache zweigte im heutigen Markkleeberger Ortsteil Großstädteln linksseitig von der Pleiße ab, floss an Oetzsch und Raschwitz vorbei und erreichte mit Unterquerung der Koburger Straße Connewitz. Ab dort schlängelte sie sich mit mehreren Armen durch das Ratsholz und mündete östlich der Wildpark-Gaststätte, wie das heutige Pleißehochflutbett in die Pleiße. Ein kleinerer Abzweig im Ratsholz floss der Panichs Lache zu. Durch Bebauung und Braunkohletagebau existiert der Verlauf auf Markkleeberger Gebiet heute nicht mehr, nur der Connewitzer Teil ist erhalten geblieben.